# Megaloastia
Megaloastia is een geslacht van spinnen uit de familie springspinnen (Salticidae).

## Soorten
De volgende soorten zijn bij het geslacht ingedeeld:
- Megaloastia mainae Żabka, 1995